# Gasterocome fidoniaria
Gasterocome fidoniaria är en fjärilsart som beskrevs av Pieter Cornelius Tobias Snellen 1881. Gasterocome fidoniaria ingår i släktet Gasterocome och familjen mätare. Inga underarter finns listade i Catalogue of Life.